# Hormônio adrenocortical
Hormônio adrenocortical é um hormônio androgênico produzido pelo córtex das glândulas suprarrenais ou adrenais que tem a função de substituir os hormônios sexuais, sendo masculinizante ou vice-versa. Esses hormônios também atuam na regulação da conservação de água pelos rins e no metabolismo da glicose.

## Classes
Os hormônios adrenocorticais são divididos em três classes de acordo com sua função: mineralocorticoides, glicocorticoides e andrógenos.
- Os hormônios mineralocorticoides são produzidos na camada externa do córtex adrenal, chamada de zona glomerulosa. Eles desempenham um papel importante na regulação dos eletrólitos no sangue. Por exemplo, a aldosterona aumenta os níveis de sódio e reduz os níveis de potássio no sangue, agindo principalmente nos rins. Ela se liga a receptores presentes nas células dos túbulos distais dos rins, estimulando a reabsorção de sódio e a excreção de potássio. Esse processo também contribui para a conservação de água no organismo.[2]
- A família dos hormônios glicocorticoides é sintetizada na camada intermediária do córtex adrenal, conhecida como zona fasciculata. Esses hormônios regulam o processamento de proteínas, gorduras e carboidratos pelo corpo humano. Eles também desempenham um papel na manutenção do ciclo normal de resposta ao estresse.
- Os andrógenos, ou hormônios sexuais, são sintetizados na camada mais interna do córtex adrenal, conhecida como zona reticularis. Esses hormônios, como o estrogênio nas mulheres e a testosterona nos homens, são conhecidos por promover características sexuais e a maturação dos órgãos reprodutivos do respectivo gênero.[3]

## Estrutura
Os hormônios adrenocorticais são considerados hormônios esteroides devido à característica compartilhada de uma estrutura base de colesterol. As estruturas dos diferentes esteroides diferem pelos tipos e locais de átomos adicionais na estrutura básica do colesterol. A estrutura básica do colesterol consiste em quatro anéis hidrocarbonetos, três anéis ciclo-hexano e um anel ciclo-pentano, que contribuem para sua insolubilidade em ambientes aquosos. No entanto, sua natureza hidrofóbica permite que eles se difundam facilmente através da membrana plasmática das células. Isso é importante para a função dos hormônios esteroides, uma vez que eles dependem das vias de resposta celular para restaurar o desequilíbrio homeostático que iniciou a liberação do hormônio.

## Síntese
A síntese dos hormônios esteroides adrenocorticais envolve uma cadeia de reações de oxidação-redução catalisadas por enzimas. Começando com uma molécula de colesterol, os diferentes tipos de esteroides são sintetizados por meio de intermediários compartilhados e vias específicas. A síntese ocorre nas regiões do córtex adrenal correspondentes a cada classe de esteroide. O processo é controlado pela proteína reguladora aguda esteroidogênica (StAR), localizada na membrana mitocondrial, que regula o transporte de colesterol. Esse é o passo limitante da taxa de biossíntese dos esteroides. Após o transporte do colesterol para as mitocôndrias pela StAR, a molécula de colesterol passa por uma série de reações de oxidação-redução catalisadas por enzimas da família de citocromo P450. Um sistema de coenzimas chamado adrenodoxina redutase transfere elétrons para a enzima P450, iniciando as reações de oxidação-redução que transformam o colesterol em hormônios esteroides. Embora a síntese seja iniciada nas mitocôndrias, os precursores são transportados para o retículo endoplasmático, onde são processados por enzimas presentes nesse compartimento. Os precursores são então levados de volta para as mitocôndrias, na região do córtex adrenal onde a síntese foi iniciada, onde a síntese é concluída.